# Guillaume Fichet
Pour les articles homonymes, voir Fichet.
Guillaume Fichet (ou Fischet), né en septembre 1433 au Petit-Bornand (actuel département de Haute-Savoie) et mort dans les années 1480, probablement en Italie, est un théologien et humaniste savoyard. Formé aux universités de Paris et d'Avignon, il s'installe à Paris entre 1455 et 1460, devient un des membres éminents de l'université et du collège de Sorbonne, puis part en 1472 à Rome où il entre au service du pape Sixte IV.      
Il est particulièrement connu pour avoir participé en 1470 à l'installation à l'université de Paris du premier atelier d'imprimerie de Gutenberg dans le royaume de France.

## Biographie

### Origines familiales et formation
Guillaume Fichet naît au Petit-Bornand, situé dans le pays du Faucigny qui appartient alors au duché de Savoie, fief du Saint-Empire romain germanique, le 16 septembre 1433,.
Il est issu d'une famille plutôt aisée, dont sont issus des magistrats ou des membres du clergé.
Il semble avoir étudié d'abord à La Roche-sur-Foron, puis à Chambéry, capitale du duché de Savoie. Vers 1450, il part pour l'université de Paris, où il obtient le grade de bachelier ès arts en mars 1452 et celui de licencié le 7 avril 1453. Il commence sans doute à y enseigner[réf. nécessaire]. 
En 1455, il se trouve à Avignon, ville universitaire appartenant aux États pontificaux, ayant peut-être obtenu une bourse pour le collège des Savoyards, fondé en 1424 par le cardinal Jean Allarmet de Brogny : il s'y enthousiasme notamment pour l'œuvre du poète florentin Pétrarque (1304-1374), dont il a déjà recopié le De vita solitaria en 1453 et dont il découvre de nombreux autres textes. 

### Professeur à Paris (avant 1460-1472)
De retour à Paris, il enseigne d'abord la rhétorique et la philosophie, puis à partir du 21 février 1460 la théologie et l'exégèse biblique. En philosophie, il est résolument thomiste (opposé aux nominalistes), et secondairement platonisant. 
Il est reçu comme membre (socius) du collège de Sorbonne en décembre 1461 et y est logé à partir de 1463. 
En 1465-1466, il est prieur du collège de Sorbonne et procureur de la Nation de France de l'université de Paris, dont il devient recteur en juin 1467 (pour de trois mois). 
Le 7 avril 1468, il obtient le grade de docteur en théologie. Nommé bibliothécaire de la Sorbonne, il reprend son enseignement de rhétorique. 
En 1469, il est envoyé par le roi Louis XI en ambassade auprès du duc de Milan Galéas Marie Sforza, chez qui il séjourne de décembre 1469 à février 1470.

### Les débuts de l'imprimerie à Paris (1470)
En 1470, Jean Heynlin, prieur de la Sorbonne, fait venir à Paris trois ouvriers imprimeurs allemands, avec leurs moules à fondre les caractères et leurs boîtes de poinçons. Ils installent dans le cloître Saint-Benoît, dépendance du collège de Sorbonne, le premier atelier d'imprimerie créé sur le territoire du royaume de France de l'époque (l'imprimerie existe déjà depuis quelques années en Alsace, terre du Saint-Empire, proche de la ville de Gutenberg (1400-1468), Mayence). 
Guillaume Fichet est étroitement associé à l'entreprise, devenant en quelque sorte son conseiller littéraire. À la fin de 1470, sort de cet atelier le premier livre imprimé en France : un recueil de lettres de Gasparin de Bergame (1360-1431), avec une épître de Fichet. C'est un in-quarto de 118 feuillets tiré à une centaine d'exemplaires, ensuite enluminés à la main.
Au début de 1471 sort le deuxième volume, intitulé Orthographia, aussi de Gasparin de Bergame[réf. nécessaire]. Les deux volumes suivants sont consacrés au historiens latins Salluste et Florus.
Vient ensuite un ouvrage dont Fichet est l'auteur : Rhetorica, le fruit de son enseignement de la rhétorique, son legs intellectuel à l'université de Paris (l'introduction de l'humanisme à l'italienne[pas clair]), sorti de l'atelier le 15 juillet 1471. Puis c'est le livre de son ami le cardinal Bessarion, Orationes, œuvre de propagande politique soutenant l'idée de la croisade contre les Turcs. En effet, Fichet, qui correspond avec le cardinal depuis son retour d'Italie, se fait alors son agent en France. Sur les instructions du cardinal, il se rend en mars 1472 au château d'Amboise pour présenter les Orationes au roi Louis XI.

### Carrière politique au service du pape (à partir de 1472)
À l'été 1472, sur les instances de Fichet, le cardinal Bessarion vient lui-même au château d'Amboise pour tenter de persuader Louis XI de se joindre à la croisade contre les Turcs ottomans, mais le roi refuse. Lorsque le cardinal reprend la route de Rome en septembre, Fichet l'accompagne. Bessarion étant mort à Ravenne le 18 novembre, Fichet se rend tout de même à Rome où il entre au service du pape Sixte IV, comme camérier, puis pénitencier.
On sait peu de choses de sa carrière au service du pape, qui meurt en 1484 et est remplacé par Innocent VIII.
On ignore aussi la date et le lieu précis de la mort de Guillaume Fichet, traditionnellement datée des années 1480.

## Écrits

### Sermon sur saint Étienne (1476)
On possède de lui un sermon sur saint Étienne daté du 26 décembre 1476, prononcé devant le Pape (coram Papa) et les cardinaux. 

### De La rhétorique(De Rhetorica)

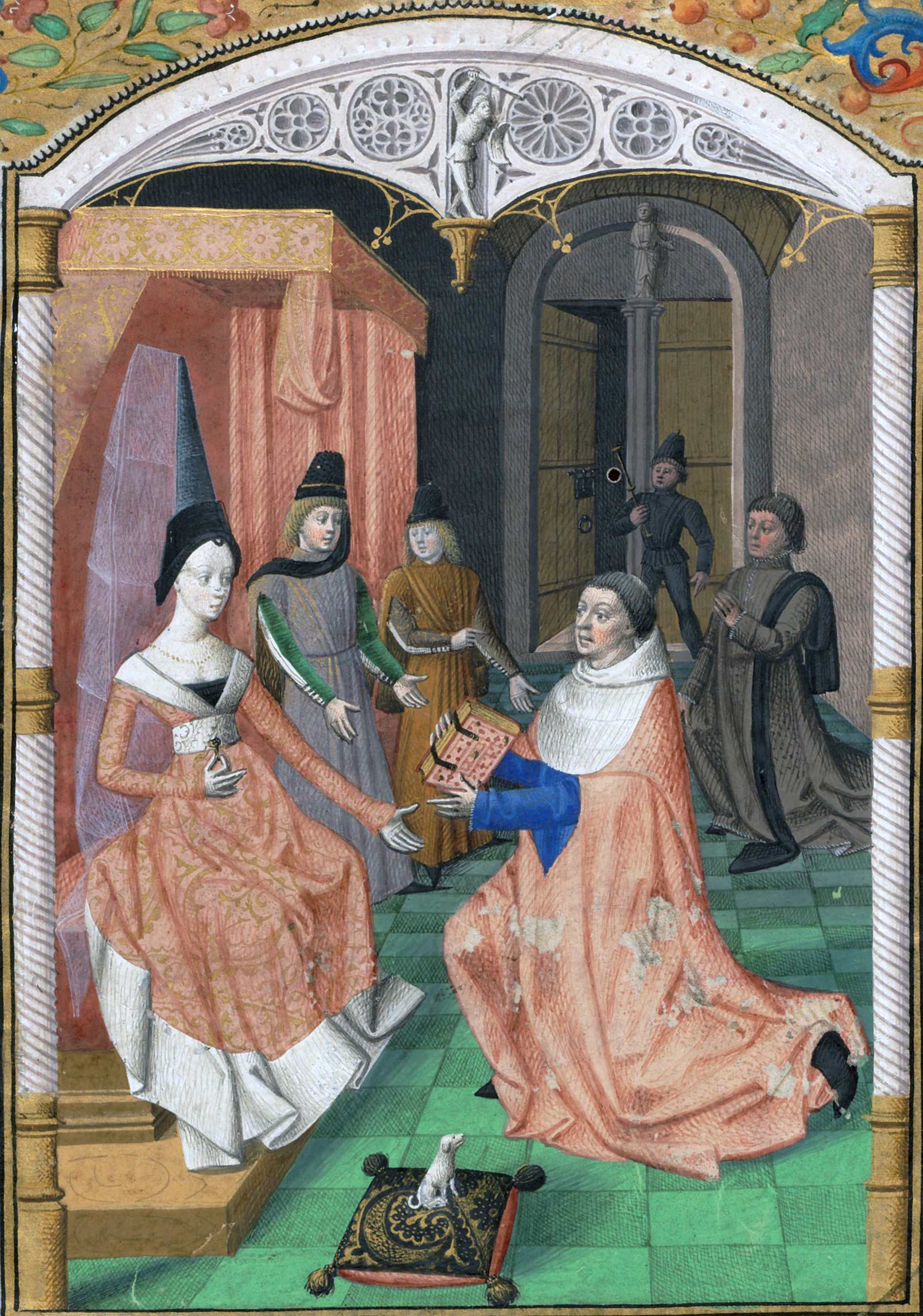
Yolande de France (à gauche) recevant de Guillaume Fichet un exemplaire de son ouvrage Rhetorica, 1471.

Rhetoricorum libri III. In parisiorum Sorbona (Ulricus Gering, Martinus Crantz et Mich. Friburger), pet. in-4,à longues lignes, au nombre de 23 sur les pages. » Ainsi est présentée l’œuvre majeure de Guillaume Fichet.
C'est la seule édition que l'on ait de cet ouvrage. Elle est due aux trois imprimeurs allemands associés qui ont introduit l'art typographique à Paris.
Cet ouvrage est probablement une des premières productions de leur atelier. Quoique non daté, on ne saurait douter[réf. nécessaire] qu'il date 1471, Fichet ayant envoyé à cette date plusieurs lettres manuscrites accompagnant son livre notamment à l'archevêque de Lyon, Charles II de Bourbon, où l'on peut lire à la fin : « scriptum impressum anno uno septuagesimo dringentesimo supra millesimum[pas clair]. » (« écrit imprimé l'an soixante-et-onzième ???  »)
Il a été tiré sur vélin au moins cinq exemplaires de ce « Rhetoricorum Libri III ». Outre cet exemplaire à l'archevêque de Lyon, les autres ont été adressés au Pape Sixte IV, à Pâris de Meyzieu, à Camus de Limare à Londres et au cardinal Bessarion.

## Hommages
Son ami et successeur à la chaire de rhétorique, Robert Gaguin (1433-1501), lui aussi humaniste, lui a rendu cet hommage :
« Felix illa quidem tali Sabaudia alumno

Cujus erit Gallis perpetuatus honor »
« Heureuse la Savoie d’avoir nourri un tel enfant

Qui sera pour les Français un honneur à jamais »
Une rue d'Annecy porte son nom.